# Corwin Springs
Corwin Springs è un census-designated place e unincorporated area degli Stati Uniti d'America, nello stato del Montana, nella Contea di Park. Nel 2010 contava 109 abitanti.